# François Domis
François Joseph Ghislain Domis (1776 – 28 april 1835) was een Belgisch katholiek politicus.

## Levensloop
Domis deed rechtenstudies aan de École de Droit in Brussel in 1806-1807. Als beroep werd "eigenaar" vermeld. Er is weinig over hem bekend.
Hij werd tot lid van het Nationaal Congres verkozen voor het arrondissement Mechelen. Hij werd tot de gematigde katholieken gerekend en ook als orangist vermeld omdat hij tegen de eeuwigdurende uitsluiting van de familie Nassau stemde. Voordien had hij de onafhankelijkheidsverklaring goedgekeurd. Bij de eerste stemming voor een staatshoofd gaf hij zijn stem aan Karel van Oostenrijk-Teschen en voor regent koos hij Surlet de Chokier. In juni stemde hij voor Leopold van Saksen Coburg en in juli voor de aanvaarding van het Verdrag der XVIII artikelen.
Domis deed één enkele tussenkomst tijdens de openbare zittingen van het Congres. Hij stelde voor aan het arrondissement Mechelen, omwille van het bevolkingsaantal, een derde vaste Kamerzetel toe te kennen, en niet een zetel die moest gedeeld worden met Turnhout. 
Van 1831 tot aan zijn dood in 1835 was hij ook nog volksvertegenwoordiger voor het arrondissement Mechelen. Hij nam onder meer deel aan de besprekingen over de aanleg van de eerste spoorweg van Brussel naar Mechelen.